# Marty Walsh

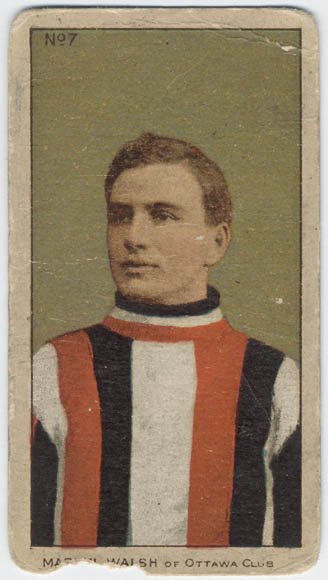
Marty Walsh med Ottawa Senators på ett ishockeykort.

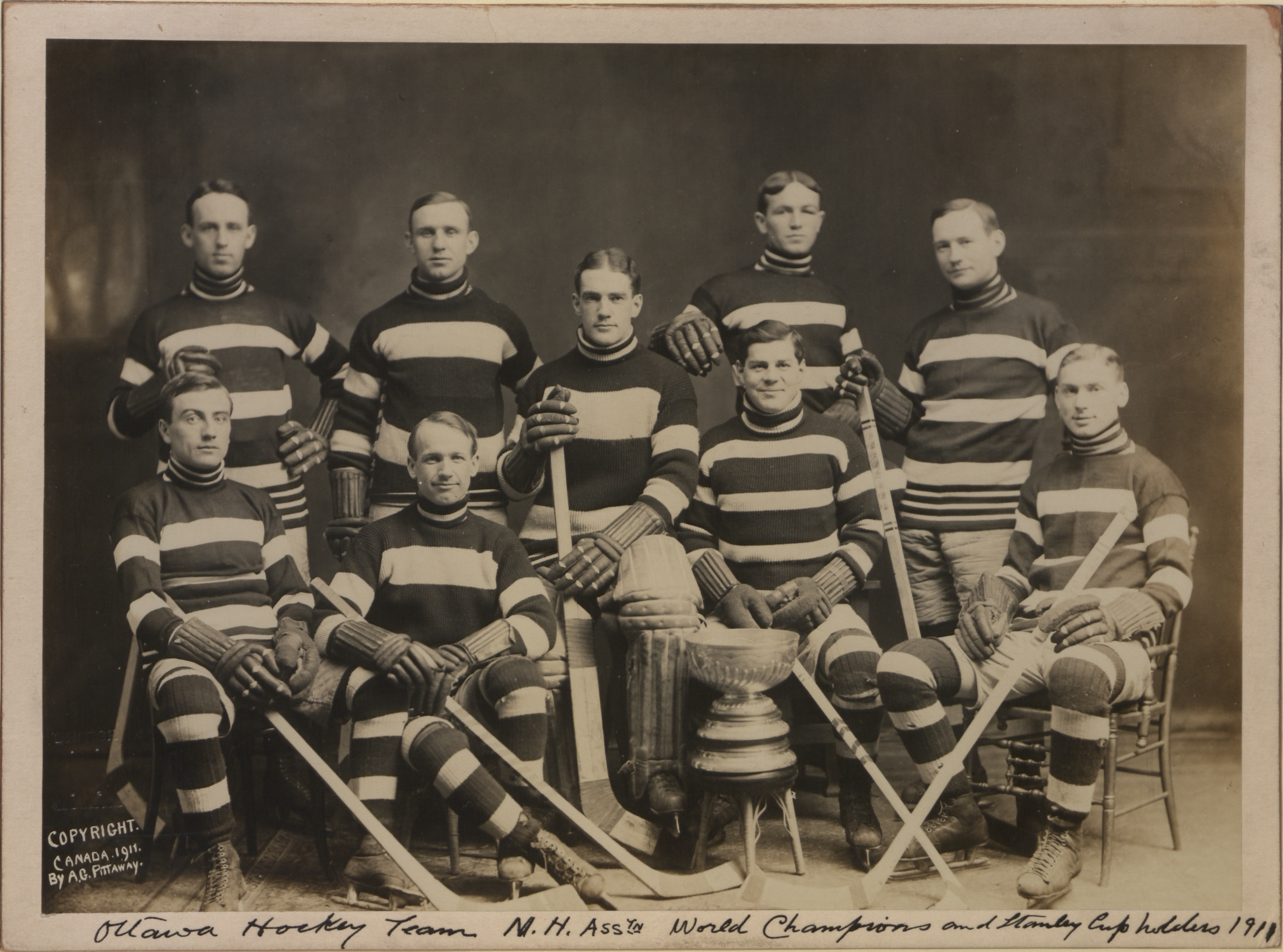
Marty Walsh, längst till vänster i främre raden, med Ottawa Senators och Stanley Cup 1911.

Martin Joseph "Marty" Walsh, född 16 oktober 1883 i Kingston, Ontario, död 27 mars 1915 i Gravenhurst, Ontario, var en kanadensisk ishockeyspelare på amatörnivå samt professionellt.

## Karriär
Marty Walsh blev professionell säsongen 1906–07 med Canadian Soo från Sault Ste. Marie i International Professional Hockey League. Walsh spelade sedan för Ottawa Senators i ECAHA, ECHA och CHA samt under tre säsonger i National Hockey Association åren 1907–1912. NHA-säsongen 1910–11 gjorde Walsh 35 mål vilket var flest av alla spelare i ligan.
Walsh var med och vann tre Stanley Cup med Ottawa Senators; 1909, 1910 och 1911.
Efter spelarkarriären blev Walsh sjuk i tuberkulos och dog 27 mars 1915 på ett sanatorium i Gravenhurst, Muskoka District, Ontario, 31 år gammal. 1963 valdes han postumt in i Hockey Hall of Fame.

## Statistik
ECAHA = Eastern Canada Amateur Hockey Association, ECHA = Eastern Canada Hockey Association, CHA = Canadian Hockey Association
| 1902–03            | Queen's University | CIHU               | –  | –  | – | –  | –  | – | –  | – | –  | –  |
| 1903–04            | Queen's University | CIHU               | 4  | 9  | 0 | 9  | 30 | – | –  | – | –  | –  |
| 1903–04            | Kingston A.C.      | OHA-Int.           | –  | –  | – | –  | –  | – | –  | – | –  | –  |
| 1904–05            | Queen's University | CIHU               | 4  | 9  | 0 | 9  | 15 | – | –  | – | –  | –  |
| 1905–06            | Queen's University | CIHU               | –  | –  | – | –  | –  | – | –  | – | –  | –  |
|                    | Queen's University | Stanley Cup        | –  | –  | – | –  | –  | 2 | 4  | 0 | 4  | 3  |
| 1906–07            | Canadian Soo       | IPHL               | 7  | 4  | 5 | 9  | 0  | – | –  | – | –  | –  |
| 1907–08            | Ottawa Senators    | ECAHA              | 9  | 27 | 0 | 27 | 30 | – | –  | – | –  | –  |
| 1909               | Ottawa Senators    | ECHA               | 12 | 42 | 0 | 42 | 41 | – | –  | – | –  | –  |
| 1909–10            | Ottawa Senators    | CHA                | 2  | 9  | 0 | 9  | 14 | – | –  | – | –  | –  |
| 1910               | Ottawa Senators    | NHA                | 11 | 19 | 0 | 19 | 44 | – | –  | – | –  | –  |
|                    | Ottawa Senators    | Stanley Cup        | –  | –  | – | –  | –  | 4 | 8  | 0 | 8  | 12 |
| 1910–11            | Ottawa Senators    | NHA                | 16 | 35 | 0 | 35 | 51 | – | –  | – | –  | –  |
|                    | Ottawa Senators    | Stanley Cup        | –  | –  | – | –  | –  | 2 | 13 | 0 | 13 | 0  |
| 1911–12            | Ottawa Senators    | NHA                | 12 | 9  | 0 | 9  | 0  | – | –  | – | –  | –  |
| NHA totalt         | NHA totalt         | NHA totalt         | 39 | 63 | 0 | 63 | 95 | – | –  | – | –  | –  |
| Stanley Cup totalt | Stanley Cup totalt | Stanley Cup totalt | –  | –  | – | –  | –  | 8 | 25 | 0 | 25 | 15 |

Statistik från hockey-reference.com och hhof.com